# Браунли, Джерри
Джерард Энтони «Джерри» Браунли (англ. Gerard Anthony "Gerry" Brownlee, род. 4 февраля 1956, Крайстчерч) — новозеландский политик. В период с 17 ноября 2003 по 27 ноября 2006 года был заместителем лидера Национальной партии Новой Зеландии, в то время второй по величине партии в парламенте Новой Зеландии и образующей ядро официальной оппозиции. В ноябре 2008 года Джерри Браунли получил три министерских портфеля в коалиционном правительстве Джона Ки. По состоянию на начало 2014 года Браунли был лидером палаты представителей парламента Новой Зеландии, министром транспорта и министром по ликвидации последствий землетрясений в Кентербери.

## Биография
Родившийся в Крайстчерче, Браунли живёт там и по сей день. После окончания средней школы он поступил в Колледж святого Беды Достопочтенного. После окончания колледжа Джери Браунли работал в семейном бизнесе, занимающемся лесоматериалами и выучился профессии плотника. В 1980 году Джерри Браунли стал преподавателем и обучал студентов художественной работе с древесиной в Элсмирском колледже, а затем в колледже святого Беды Достопочтенного, который он сам закончил в юности. В этом колледже он обучал студентов ремёслам, живописи и традиционным искусствам маори. Преподавательской деятельностью он занимался до 1995 года.

## Член парламента
| Парламент Новой Зеландии |           |       |                 |              |
| Годы                     | Парламент | Округ | Номер кандидата | Партия       |
| 1996 — 1999              | 45-й      | Илам  | 47              | Национальная |
| 1999 — 2002              | 46-й      | Илам  | 36              | Национальная |
| 2002 — 2005              | 47-й      | Илам  | 9               | Национальная |
| 2005 — 2008              | 48-й      | Илам  | 2               | Национальная |
| 2008 — 2011              | 49-й      | Илам  | 3               | Национальная |
| 2011 — наст. вр.         | 50-й      | Илам  | 4               | Национальная |

На всеобщих выборах 1993 года Браунли выступил в качестве кандидата от Национальной партии Новой Зеландии в избирательном округе Сиденхем, и проиграл Джиму Андертону от новой партии Альянс. На всеобщих выборах 1996 года Джереми Браунли выступил в качестве кандидата в депутаты от избирательного округа Илам, и одержал победу досрочно. Браунли оставался депутатом от Илама, несмотря на то, что его рейтинг снизился, но на всеобщих выборах 2005 года Джерри Браунли вновь завоевал доверие избирателей.

### Парламентский организатор молодёжного крыла партии
В парламенте Джерри Браунли выполнял функции парламентского организатора молодёжного крыла национальной партии и выступал докладчиком по вопросам пенсии, энергетики, транспорта, местного самоуправления и государственного страхования (ACC).

### Критика
Джерри Браунли был раскритикован в ходе избирательной кампании 1999 года, когда он подрался с Нейлом Эйблом (англ. Neil Able), 60-летним активистом — защитником лесов, участником акции Native Forest Action. Драка произошла в присутствии множества людей, в том числе журналистов, которые осудили Браунли за применение излишней силы в отношении Нейла Эйбла. Последний подал в суд на Джерри Браунли, требуя возмещения вреда на сумму 60 000 новозеландских долларов. В 2002 году окружной судья вынес решение в пользу Эйбла, в отношении которого «Браунли применил чрезмерную и ненужную силу, когда попытался скинуть его с лестничных перил и угрожал спустить с лестницы». Решением суда Браунли обязан был выплатить Нейлу Эйблу компенсацию в размере 8500 долларов. Браунли позднее безуспешно пытался компенсировать свои судебные издержки в размере 48 000 долларов за счёт правительства.

### Оппозиция
В 2003 году Фил Гофф и обозреватель Scoop Пауло Политико (англ. Paulo Politico) пришли к выводу, что Браунли может быть потенциальным претендентом на пост лидера оппозиционной национальной партии вместо Билла Инглиша (2001—2003), аналогично тому, как в начале 2001 года Браунли боролся с Инглишем за пост заместителя лидера партии. Однако 28 октября 2003 года Билл Инглиш уступил лидерство Дону Брашу, бывшему управляющему Резервного банка Новой Зеландии. Браунли оказался в списке претендентов на пост заместителя лидера партии, но отказался от этой должности и 28 октября 2003 года Ник Смит стал заместителем Браша.
Однако вскоре после этого назначения Смит берёт двухнедельный отпуск, мотивируя это высоким уровнем стресса и тем, что затяжная борьба за лидерство его измотала. Когда Смит вернулся в парламент, Браунли оспорил пребывание его на посту заместителя лидера партии. Узнав об этом, Смит подал в отставку, а 17 ноября 2003 года Браунли безальтернативно победил на закрытом голосовании на пост заместителя лидера партии. Изначально Смит утверждал, что в то время, пока он был в отпуске:

В средствах массовой информации против меня была проведена информационная кампания, в то время как по распоряжению лидера партии, я не давал никаких комментариев.Оригинальный текст (англ.)a campaign to oust me was conducted in the media while I was under the leader's instructions to make no comment.— 
 Одри Янг (англ. Audrey Young) написала в New Zealand Herald, что Браунли и Мюррей Маккалли, по слухам, были организаторами этой информационной кампании.
Став заместителем лидера партии, Браунли продолжил использовать свой конфронтационный и красочный стиль политических дебатов. В результате дебатов, возникших после речи Браша в ротари клубе Оревы, Джерри Браунли стал представителем национальной партии по делам маори вместо Джеорджины Те-Хеухеу, не поддержавшей комментарии лидера партии и подавшей в отставку. Назначение Браунли на этот пост вызвало критику правительства в отношении национального вопроса, одного из пунктов избирательной программы национальной партии на всеобщих выборах 2005 года.
27 ноября 2006 года, после отставки Дона Браша с поста лидера оппозиции, в партийных кругах развернулась дискуссия по поводу поста заместителя лидера партии. Получить этот пост стремились Билл Инглиш, Саймон Пауэр и Джудит Коллинз.
26 ноября 2006 года Браунли заявил, что не будет баллотироваться на пост заместителя лидера партии. На следующий день на особом собрании национальной партии была утверждена новая иерархия главных лиц. 1 декабря 2006 года Джон Ки утвердил Браунли в качестве третьего лица в национальной партии, ответственного за вопросы энергетики, государственных предприятий, государственных услуг, лидера теневого кабинета, главы стратегического комитета национальной партии.

### Министерские портфели в Пятом Национальном правительстве Новой Зеландии
19 ноября 2008 года Брауни был назначен министром министром экономического развития, министром энергетики и ресурсов, а также помощником министра спорта по вопросам проведения чемпионата мира по регби.
Браунли стал членом исполнительного совета Новой Зеландии, лидером палаты представителей и получил титул «достопочтенный».
29 марта 2011 года Джерри Браунли был назначен министром по ликвидации последствий землетрясений в Кентербери.

### Добыча в природоохранных зонах
В августе 2009 года Браунли подвергся критике со стороны Кевина Хаквелла (англ. Kevin Hackwell), представителя общества защиты лесов и птиц, за преуменьшение значения правительственных дискуссий по поводу расширения горнодобывающей деятельности в природоохранных зонах. Хаквелл заявлял, что:

Если правительство пойдёт по этому пути, то в результате получит борьбу с населением полуострова Коромандел, и в целом со всеми новозеландцами, которые решили оставить эти области нетронутыми и хотят защитить их природоохранный статус.Оригинальный текст (англ.)If the Government's to go down this line they could be buying a fight with the people of the Coromandel, with the people of New Zealand generally, who have put these areas aside and want them protected for their conservation values.— 
 В то же время сообщалось, что представители горнодобывающей отрасли были довольны решением Браунли.
В начале декабря 2009 года общество защиты лесов и птиц опубликовало документ, якобы полученный в результате утечки информации, в котором предлагалось снять природоохранный статус с части национального парка Маунт-Аспайринг для того, чтобы разрешить там горнодобывающую деятельность. В результате возникшей полемики правительство решило не дискутировать по этому поводу в парламенте, а предоставить материалы профильным комитетам и кокусу национальной партии.
В результате Браунли сказал:

Я подозреваю, что лишь некоторые новозеландцы знали о том, что в стране имеется богатый минерально-сырьевой потенциал, прежде чем мы начали этот процесс, и я чувствую, что остальные новозеландцы в настоящее время стали гораздо более осведомлены об этом.Оригинальный текст (англ.)I suspect few New Zealanders knew the country had such considerable mineral potential before we undertook this process, and I get a sense that New Zealanders are now much more aware of that potential"
 Он продолжил, что это может способствовать экономическому росту и далее заявил, что

новозеландцы дали горнодобывающей отрасли чёткие полномочия для исследования этой земли, и, при необходимости, в рамках ограничений на получение разрешения на разработку ресурсов, использовать эти минеральные ресурсы на благо каждого.Оригинальный текст (англ.)New Zealanders have given the minerals sector a clear mandate to go and explore that land, and where appropriate, within the constraints of the resource consent process, utilise its mineral resources for everyone's benefit
 В дополнение министр охраны природы Кейт Уилкинсон заявила, что земли национального парка получат природоохранный статус:

Это будет дополнительный уровень защиты для сохранения наиболее ценных земель Новой Зеландии…Оригинальный текст (англ.)This is an added layer of protection for New Zealand's most highly valued conservation land...— 

### Министр по ликвидации последствий землетрясений
После землетрясения, случившегося 4 сентября 2010 года, 7 сентября 2010 года Браунли был назначен министром по ликвидации последствий землетрясения. На этой должности Браунли получил большие полномочия по контролю и координации участия правительства, местных органов власти, а также частного сектора в восстановлении Крайстчерча.
14 сентября 2010 года Браунли представил в парламенте законопроект о ликвидации последствий землетрясения в Кентербери, который был принят в первом чтении.

### Комментарии о Финляндии
В марте 2012 года во время заседания в парламенте в ответ на предложение оппозиционного депутата взять пример с экономической системы Финляндии Джерри Браунли грубейшим образом высказался о Финляндии. Он заявил, что финны — необразованные, безработные убийцы, которые не уважают женщин. Браунли заявил, что уровень безработицы в Финляндии выше, чем в Новой Зеландии, а сама страна с трудом может кормить своих граждан. При этом, по его словам, уровень убийств в скандинавской стране ужасающий, уровень образования — низкий, а об уважении к женщинам и говорить не стоит.
Комментарии Браунли обсуждались в финских средствах массовой информации. Министр иностранных дел Финляндии, Эркки Туомиоя, отметил, что Финляндия не будет предпринимать никаких действий, так как эти комментарии чётко были адресованы политикам Новой Зеландии, а не Финляндии. Он продолжил:

Я сомневаюсь, что он вообще знает, где находится Финляндия.Оригинальный текст (англ.)I doubt he even knows where Finland is.— 
Власти Финляндии направили письменный запрос министерству внешней торговли Новой Зеландии с просьбой разъяснить высказывания Браунли. Советник посольства Финляндии в Новой Зеландии, Юха Парикка, объяснил:

Мы хотим знать, идет ли речь об излишестве, допущенном в ходе политической полемики, или о чём-то другом.
Представительница скандинавской бизнес-ассоциации Новой Зеландии Элина Вайсанен заявила, что комментарии Браунли возмутительны, так как финская экономика может научить многому. Она сказала:

Вы получаете чертовски больше денег, продавая Nokia, нежели пару овец… В Финляндии гораздо меньше воровства. Там я не знаю никого, чей дом был бы ограблен. Здесь я не знаю никого, кто не был бы ограблен.
27 марта 2012 года Браунли, выступая перед журналистами, принёс извинения всем, кто был оскорблён его комментариями. Он сказал, что его выступление было сатирическим, но обругал он Финляндию не без оснований. 

Я уверен, что новозеландцы становились объектом всевозможных шуток в разное время и не обижался на такие вещи.— 
 Браунли показал журналистам свой телефон Nokia и сказал, что он носит «немного Финляндии с собой всё время».
Премьер-министр Новой Зеландии, Джон Ки, принёс извинения за несдержанность коллеги лично президенту Финляндии Саули Ниинистё на саммите в Сеуле. По словам политика, раздражение Браунли было вызвано провокационным заявлением его оппонента, а вовсе не ненавистью к финскому руководству.
Президент Финляндии, в свою очередь, отреагировал на извинения новозеландского политика с юмором. Ниинистё заявил, что когда он был министром финансов страны, ему советовали ориентироваться, как ни странно, именно на Новую Зеландию, поэтому в будущем он надеется, что обеим странам удастся выстроить «идеальную модель экономического развития».

### Другие действия в качестве члена парламента
В апреле 2013 года премьер-министр Новой Зеландии Джон Ки был приглашён на церемонию прощания с бывшим премьер-министром Великобритании, Маргарет Тэтчер, но вместо него в церемонии принял участие Джерри Браунли.